# Exai
Albums de Autechre
Move of Ten
(2010) L-Event
(2013)
Exai est le onzième album du groupe Autechre, sorti en 2013 sur le label Warp Records.

## Éditions
Exai est disponible aux formats suivants :
- Formats numériques : WAV et MP3, à partir du 22 février 2010 sur les disquaires en ligne bleep.com et iTunes Store[1].
- Formats physiques :
  - Japon : double CD, à partir du 27 février 2013.
  - Europe : double CD et quadruple LP, à partir du 5 mars 2013[2].

Le design de l'album est réalisé par l'agence The Designers Republic.

## Réception
Les critiques d'Exai sont assez polarisées. Grayson Currin de Pitchfork estime que l'album possède de bons moments, mais qu'il est trop long et aurait été meilleur en l'éditant et en le raccourcissant. Chris Power de BBC Music est plus enthousiaste, le nommant meilleur album d'Autechre des quinze dernières années.

## Pistes
Toutes les pistes sont écrites et composées par Rob Brown et Sean Booth.
| No  | Titre                              | Durée |
| --- | ---------------------------------- | ----- |
| 1.  | FLeure                             | 4:51  |
| 2.  | irlite (get 0)                     | 10:01 |
| 3.  | prac-f                             | 4:20  |
| 4.  | jatevee C                          | 4:14  |
| 5.  | T ess xi                           | 6:43  |
| 6.  | vekoS                              | 6:42  |
| 7.  | Flep                               | 6:43  |
| 8.  | tuinorizn                          | 3:40  |
| 9.  | bladelores                         | 12:20 |
| 10. | 1 1 is                             | 7:18  |
| 11. | nodezsh                            | 8:40  |
| 12. | runrepik                           | 4:35  |
| 13. | spl9                               | 7:06  |
| 14. | cloudline                          | 10:13 |
| 15. | deco Loc                           | 5:27  |
| 16. | recks on                           | 9:22  |
| 17. | YJY UX                             | 8:24  |
| 18. | keyosc (piste exclusive japonaise) | 8:56  |